# Blood Diamond
Pour les articles homonymes, voir Diamond.
Ne doit pas être confondu avec Diamants de sang (film).
Pour plus de détails, voir Fiche technique et Distribution.
Blood Diamond, ou Le Diamant de sang au Québec, est un film américano-allemand réalisé par Edward Zwick et sorti en 2006.
Se déroulant pendant la guerre civile de Sierra Leone, il dénonce le marché des diamants de conflits.

## Synopsis

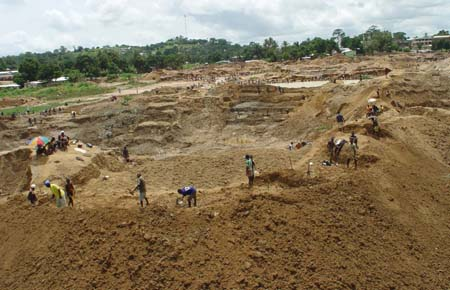
Gisement de diamants en Sierra Leone.

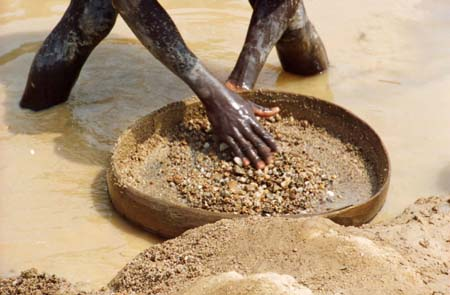
Prospecteur de diamants.

Sierra Leone, 1999. Le pays est déchiré par une guerre civile entre les rebelles du Revolutionary United Front (RUF) et le gouvernement d'Ahmad Tejan Kabbah pour le contrôle des lucratives mines diamantifères. Solomon Vandy, pêcheur mendé, voit son village attaqué. Sa famille réussit à s'enfuir, mais il est capturé par le RUF qui l'envoie dans la mine de Kono, où il découvre un « diamant de sang » d'une taille exceptionnelle, rarissime pierre rosée, qu'il réussira à enterrer grâce à l'assaut du camp par l'armée. Libéré, il rencontre Danny Archer, ancien militaire blanc né en Rhodésie (actuel Zimbabwe), devenu mercenaire puis trafiquant. Archer propose à Solomon de retrouver sa famille en échange du partage de la vente du diamant.
Fuyant la progression du RUF, ils retrouvent la journaliste américaine Maddy Bowen, qu'Archer avait rencontrée auparavant. En échange d'informations données par Archer sur le trafic, elle permet à Solomon de retrouver sa femme et sa fille dans un gigantesque camp de réfugiés de Guinée. Mais il apprend que son fils Dia a été enrôlé de force comme enfant soldat par le RUF. Après avoir échappé à plusieurs attaques, Maddy, Solomon et Archer rencontrent des Kamajors, milice formée de chasseurs traditionnels mendé armés pour défendre leurs villages à la fois contre les rebelles et les gouvernementaux. Les Kamajors les conduisent auprès d'une école pour anciens enfants soldats. Grâce au directeur, ils rejoignent une base militaire sous contrôle de l'ONU, où Maddy, ressortissante américaine, est évacuée, emportant le récit et les preuves du trafic que lui remet Archer.
Archer et Solomon partent en quête du diamant et de Dia vers le gisement de Kono, de nouveau sous le contrôle du RUF. Archer fait appel à son mentor, le colonel Coetzee, trafiquant d'armes et de diamants, également commandant de la société militaire privée sud-africaine Executive Outcomes, pour attaquer le camp, tandis que Solomon, découvrant son fils parmi les gardiens, totalement endoctriné, tente de s'enfuir avec lui. Alors que Solomon révèle sous la menace de Coetzee l'emplacement de la pierre précieuse, Archer et lui se révoltent et tuent le colonel. Mortellement blessé, Archer confie le diamant à Solomon, qui réussit à prendre la fuite pour le Royaume-Uni. Il vendra la pierre au puissant et peu scrupuleux diamantaire Simmons en échange d'une somme d'argent et du rapatriement de sa famille à Londres, sous l'œil de sa complice, Maddy Bowen, qui assemble les preuves du trafic de ces « diamants de guerre ». À la suite des révélations de la presse, Simmons et son associé tomberont sous la pression des citoyens et de la justice. Le film se termine lors de la signature du processus de Kimberley.

## Fiche technique
- Titre original et français : Blood Diamond
- Titre québécois : Le Diamant de sang
- Réalisation : Edward Zwick
- Scénario : Charles Leavitt, sur une idée de Charles Leavitt et C. Gaby Mitchell
- Musique : James Newton Howard
- Photographie : Eduardo Serra
- Montage : Steven Rosenblum
- Direction artistique : Peter Wenham, Raymond Chan, Daran Fulham
- Décors : Dan Weil
- Costumes : Ngila Dickson
- Conseils techniques : Sorious Samura et Ron McCullagh
- Production : Gillian Gorfil, Marshall Herskovitz, Graham King, Paula Weinstein et Edward Zwick
- Sociétés de production : Warner Bros., Virtual Studios, Spring Creek Productions, The Bedford Falls Company, Initial Entertainment Group, LSG Productions, Liberty Pictures et Lonely Film Productions
- Société de distribution : Warner Bros.
- Budget : 100 millions  de dollars
- Pays de production :  États-Unis,  Allemagne et  Royaume-Uni
- Langues originales : anglais, mendé, Krio et afrikaans
- Genre : drame, thriller
- Durée : 142 minutes
- Format : couleurs - 2,35:1 (Cinémascope) - 35 mm - Dolby SR + Dolby SR-DTS & SDDS
- Dates de sortie : 
  - États-Unis : 8 décembre 2006
  - France : 31 janvier 2007
- Classification cinématographique :
  - États-Unis : R
  - France : interdit aux moins de 12 ans[2]

## Distribution

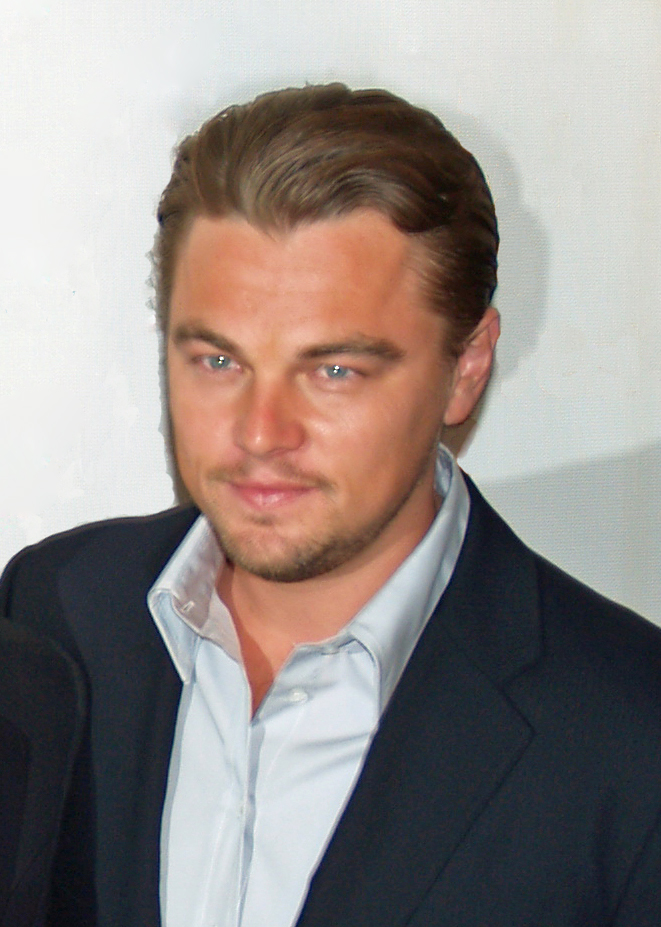
L'acteur principal Leonardo DiCaprio au Festival du film de Tribeca 2007.

- Leonardo DiCaprio (VF : Damien Witecka, VQ : Joël Legendre) : Daniel “Danny” Archer, ex-soldat, mercenaire et contrebandier
- Djimon Hounsou (VF : Jean-Paul Pitolin, VQ : Marc-André Bélanger) : Solomon Vandy, pêcheur
- Jennifer Connelly (VF : Véronique Desmadryl, VQ : Marika Lhoumeau) : Maddy Bowen, journaliste
- Arnold Vosloo (VF : Omar Yami, VQ : Benoit Rousseau) : le colonel Aleksei Coetzee
- Michael Sheen (VF : Éric Legrand, VQ : François Sasseville) : Rupert Simmons
- Kagiso Kuypers (VF : Victor Naudet, VQ : Alexandre Bacon) : Dia Vandy, le fils de Solomon
- David Harewood (VF : Jean-Michel Martial, VQ : Didier Lucien) : le capitaine Poison
- Antony Coleman (VF : Thierry Redler, VQ : Jacques Lussier) : Cordell Brown
- Basil Wallace (VF : Med Hondo ; VQ : François L'Écuyer) : Benjamin Kapanay
- Stephen Collins (VF : Jean-Luc Kayser, VQ : Luis de Cespedes) : l'ambassadeur Walker
- Benu Mabhena (VF : Annie Milon ; VQ : Manon Arsenault) : Jassie Vandy, la femme de Solomon
- Marius Weyers (VF : Achille Orsoni) : Rudolf Van De Kaap
- Jimi Mistry (VF : Jérôme Pauwels, VQ : Tristan Harvey) : Nabil
- Ntare Mwine : M'Ed, le barman
- Claire Hilman : une reporter
- Gaurav Chopra : le journaliste français
- Ato Essandoh : le capitaine "Rambo"

Sources et légende : Version française (VF) sur AlloDoublage et RS Doublage. Version québécoise (VQ) sur Doublage Québec.

## Accueil

### Accueil critique
Sur le site Rotten Tomatoes, le film rapporte 63 % des critiques, basée sur 214 critiques avec un score moyen de 6,3⁄10. Chez Metacritic, le film a obtenu une note moyenne de 64⁄100 basée sur 39 critiques, ce qui indique des « critiques généralement favorables ».

### Box-office
| Pays                                               | Box-office        | Nbre de sem. | Classement TLT | Date               |
| Box-office États-Unis/ Canada[source insuffisante] | 57 377 916 $      | 10 sem.      | 830e           | au 14 février 2007 |
| Box-office France[source insuffisante]             | 1 310 691 entrées | 24 sem.      | -              | au 24 juillet 2007 |
| Box-office Paris                                   | 238 300 entrées   | 2 sem.       | -              | au 13 février 2007 |
| Box-office Suisse[source insuffisante]             | 96 663 entrées    | 3 sem.       | 537e           | au 14 février 2007 |
| Box-office Mondial[source insuffisante]            | 171 407 179 $     | 10 sem.      | -              | -                  |

## Distinctions

### Récompenses
- Sierra Award 2007 : meilleur second rôle au cinéma pour Djimon Hounsou
- National Board of Review Awards 2007 : meilleur second rôle au cinéma pour Djimon Hounsou
- Washington DC Area Film Critics Association Awards 2007 : meilleur second rôle au cinéma pour Djimon Hounsou

### Nominations
- Oscars 2007 :
  - Meilleur acteur (Leonardo DiCaprio)
  - Meilleur acteur dans un second rôle (Djimon Hounsou)
  - Meilleur montage
  - Meilleur son
  - Meilleur mixage
- Golden Globes 2007 : meilleur acteur dans un film dramatique (Leonardo DiCaprio)
- Broadcast Film Critics Association Awards 2007 :
  - Meilleur film
  - Meilleur acteur (Leonardo DiCaprio)
  - Meilleur second rôle masculin (Djimon Hounsou)
- Black Reel Awards 2007 : meilleur second rôle aux cinéma pour Djimon Hounsou
- Cinema Audio Society Awards 2007 : meilleur mixage
- Image Awards 2007 :
  - Meilleur film
  - Meilleur second rôle masculin (Djimon Hounsou)
- Satellite Awards 2006 : meilleur acteur (Leonardo DiCaprio)
- Screen Actors Guild Award 2007 :
  - Meilleur acteur (Leonardo DiCaprio)
  - Meilleur second rôle masculin (Djimon Hounsou)
- Visual Effects Society Awards 2007 : meilleurs effets spéciaux